# Потапченко, Игорь Павлович
И́горь Па́влович Пота́пченко (4 мая 1939, Ленинград — 20 сентября 2018, Санкт-Петербург) — советский легкоатлет, специалист по бегу на средние дистанции. Выступал за сборную СССР по лёгкой атлетике в 1960-х годах, чемпион Европейских легкоатлетических игр в помещении, победитель и призёр первенств всесоюзного значения. Мастер спорта СССР. Преподаватель РГПУ им. А. И. Герцена. Доцент. Кандидат педагогических наук.

## Биография
Игорь Потапченко родился 4 мая 1939 года в Ленинграде.
Начал заниматься лёгкой атлетикой в 1957 году, проходил подготовку под руководством заслуженного тренера СССР Ивана Семёновича Пожидаева. Выступал за всесоюзное физкультурно-спортивное общество «Динамо» (Ленинград). Окончил Государственный институт физической культуры имени П. Ф. Лесгафта (1961) и Ленинградский государственный университет (1968).
Впервые заявил о себе на всесоюзном уровне в сезоне 1964 года, когда на чемпионате СССР в Киеве стал бронзовым призёром в беге на 800 метров.
В 1966 году на чемпионате СССР в Днепропетровске выиграл серебряную медаль в той же дисциплине.
В 1967 году на чемпионате страны в рамках IV летней Спартакиады народов СССР в Москве взял бронзу на дистанции 800 метров и получил серебро на дистанции 1500 метров. В дисциплине 800 метров финишировал шестым на Кубке Европы в Киеве.
В 1968 году вошёл в состав советской сборной и выступил на Европейских легкоатлетических играх в помещении в Мадриде, где выиграл бронзовую медаль в индивидуальном беге на 1500 метров, кроме того, совместно с Александром Лебедевым, Борисом Савчуком и Сергеем Крючком одержал победу в мужской смешанной эстафете 182 + 364 + 546 + 728 метра. Позднее на чемпионате СССР в Цахкадзоре стал серебряным призёром в беге на 800 метров.
После завершения спортивной карьеры в 1970—1973 годах работал тренером в легкоатлетической команде добровольного спортивного общества «Зенит» в Ленинграде.
В 1973—1976 годах — аспирант Всесоюзного научно-исследовательского института физической культуры.
Начиная с 1984 года в течение многих лет преподавал в Российском государственном педагогическом университете имени А. И. Герцена, возглавлял кафедру физического воспитания. Автор ряда научных работ и учебно-методических пособий. Кандидат педагогических наук. Доцент. Почётный работник высшего профессионального образования Российской Федерации (2003).
Умер 20 сентября 2018 года в Санкт-Петербурге в возрасте 79 лет. Похоронен на Белоостровском кладбище.